# William Roscoe
William Roscoe  (8 de marzo de 1753, Liverpool-30 de junio de 1831) fue un escritor, historiador, banquero, político, pionero del abolicionismo y botánico inglés.

## Biografía
Fue un personaje carismático, hito como pionero en los estudios de la cultura italiana en Inglaterra (traductor de Luigi Tansillo). Fue además un gran coleccionista e historiador.
Fue banquero y abogado en Liverpool. Fue un activo abolicionista antiesclavista.
En 1781 se casa con Jane Griffies, segunda hija de William Griffies, un comerciante de Liverpool; tuvieron siete varones y tres mujeres.
Entre 1806 y 1807, fue miembro del Parlamento.
En 1802 funda el Jardín botánico de Liverpool. Miembro de la Sociedad linneana de Londres, es correspondiente con James Edward Smith (1759-1828).
Publicó de 1826 a 1828, Monandrian Plants (sobre las plantas de un estambre), así como artículos en Transactions of the Linnean Society of London.

## Honores

### Eponimia
- Géneros:
- (Verbenaceae) Roscoea Roxb.[1]
- (Zingiberaceae) Roscoea Sm.[2]

Especies
- (Cannaceae) Canna roscoeana Hort. Berol. ex Bouché[3]
- (Cannaceae) Distemon roscoeanus Bouché[4]
- (Zingiberaceae) Hitchenia roscoeana Benth. & Hook.f.[5]
- (Zingiberaceae) Hedychium roscoei Wall. ex A.Dietr.[6]

## Traducciones
- The Nurse, A Poem translated from the Italian. Liverpool: J.McCreery por Cadell & Davis, 1798. En el prefacio, Roscoe presenta una biografía de Luigi Tansillo, en clara referencia al poema "la labor de uno de los espíritus más claros en esa constelación de genios aparecidos en Italia en el s. XVI, y que difumina una luz permanente sobre la literatura..."

## Fuente
- Ray Desmond. 1994. Dictionary of British & Irish Botanists & Horticulturists includins Plant Collectors, Flower Painters and Garden Designers. Taylor & Francis & The Natural History Museum (Londres).

- La abreviatura «Roscoe» se emplea para indicar a William Roscoe como autoridad en la descripción y clasificación científica de los vegetales.[7]